# Kiến Đức, Hàng Châu
Kiến Đức (chữ Hán phồn thể: 建德市, chữ Hán giản thể: 建德市, âm Hán Việt: Kiến Đức thị) là một thành phố cấp huyện thuộc địa cấp thị Hàng Châu, tỉnh Chiết Giang, Cộng hòa Nhân dân Trung Hoa. Thành phố Kiến Đức có diện tích 2321 km², dân số 510.000 người. Chính quyền nhân dân thành phố đóng tại số 1, đường Tân An, nhai đạo Tân An Giang. Mã số bưu chính của thành phố này là 311600, mã vùng điện thoại là 0571. Về mặt hành chính, thành phố Kiến Đức được chia thành 3 nhai đạo, 12 trấn, 1 hương.
- Nhai đạo biện sự xứ: Tân An Giang, Canh Lâu, Dương Khê.
- Trấn: Mai Thành, Thọ Xương, Đại Đồng, Càn Đàm, Tam Đô, Dương Thôn, Hạ Nhai, Hàng Đầu, Đại Từ Nham, Lý Gia, Đại Dương, Liên Hoa.
- Hương: Khâm Đường.